# Фрацилешти (Јаломица)
Фрацилешти (рум. Frățilești) насеље је у Румунији у округу Јаломица у општини Савени. Oпштина се налази на надморској висини од 14 m.

## Становништво
Према подацима из 2002. године у насељу је живело 467 становника, од којих су сви румунске националности.